# Louis François Rodrigue Masson
Pour les personnes ayant le même patronyme, voir Masson.
Pour les autres membres de la famille, voir famille Masson (Terrebonne).
Louis Rodrigue Masson, né le 6 novembre 1833 à Terrebonne et mort le 8 novembre 1903 à Montréal, est un homme politique canadien, ministre, président du Conseil privé et lieutenant-gouverneur du Québec entre 1884 et 1887.

## Biographie
Louis François Rodrigue Masson, souvent appelé Louis-Rodrigue ou simplement Rodrigue Masson, est né à Terrebonne le 6 novembre 1833. Il est l'un des fils de Joseph Masson, négociant, vice-président de la Banque de Montréal, conseiller législatif, dernier seigneur de Terrebonne, et de Marie Geneviève Sophie Raymond, fille du député Jean-Baptiste Raymond. Il est un lointain descendant du pionnier Gilles Masson.

### Avocat, député, ministre
Après des études chez les jésuites puis à l'Université de Georgetown, Rodrigue Masson devient avocat en 1859. Échevin puis maire de Terrebonne, conservateur, il est élu en 1867 député à la Chambre des communes et réélu de 1872 à 1878. Il prend notamment position en faveur des droits de la population métisse et indienne en s'opposant à ses collègues, pour l'égalité des droits des canadiens-français, pour l'usage du français dans les actes officiels, pour la défense des catholiques. Rodrigue Masson fait partie du gouvernement de sir John A. Macdonald de 1878 à 1880 comme ministre de la Milice et de la Défense.

### Président du Conseil privé de la Reine puis lieutenant-gouverneur
Il devient ensuite président du Conseil privé de la Reine pour le Canada en 1880, sénateur de 1882 à 1884, conseiller législatif en 1884, puis lieutenant-gouverneur de la province de Québec de 1884 à 1887.
De 1887 à 1889, il parvient à résoudre la question des biens jésuites, selon le plan qu'il soumet au premier ministre, puis qu'il expose au pape Léon XIII. Son plan est concrétisé par le « décret de la Propagande » en 1889, qui met fin à 80 ans de différend. 
Il est mort à Montréal le 8 novembre 1903, et inhumé le 11 novembre dans l'église Saint-Louis-de-France à Terrebonne,.
Sa fille Cécile Masson a épousé en 1907 l'avocat et député Emmanuel Berchmans Devlin (1872-1921).

## Hommages

### Distinctions
- Commandeur de l'ordre de Saint-Grégoire-le-Grand (1887)

### Toponymie
- Le village (puis ville) de Masson est nommé en son honneur en 1887. Il devient une ville en 1966, renommée en Masson-Angers en 1992, puis fusionne dans Gatineau[5].
- L'avenue Rodrigue-Masson, à Québec, porte son nom depuis 1959 ; elle s'appelait auparavant rue Masson[6] et était présente dans l'ancienne ville de Sillery mais maintenant présente dans la ville de Québec depuis 2002.

## Héraldique
| Dieu aydant |
| ----------- |

| L'écu de Louis François Rodrigue Masson se blasonne ainsi : Tranché d'or et d'azur, ce dernier chargé en chef d'une tête de griffon ailé d'argent. |